# Oskar Fried
Oskar Fried (Berlino, 10 agosto 1871 – Mosca, 5 luglio 1941) è stato un direttore d'orchestra e compositore tedesco.

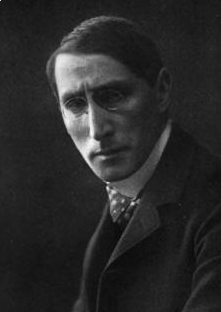
Oskar Fried.

Ammiratore di Gustav Mahler, Fried fu il primo direttore a registrarne una sinfonia. Egli ebbe anche l'onore di essere il primo direttore d'orchestra straniero a esibirsi in Russia dopo la Rivoluzione bolscevica. In seguito all'ascesa politica del Partito Nazista capeggiato da Adolf Hitler, egli finì col lasciare definitivamente la sua terra natale per lavorare in Unione Sovietica, divenendone cittadino nel 1940.

## Biografia
Nato a Berlino, figlio di un bottegaio ebreo, lavorò come clown, come stalliere e come addestratore di cani, prima di studiare composizione con Iwan Knorr (negli anni 1891-92 presso il Conservatorio Hoch di Francoforte sul Meno) e, privatamente, con Engelbert Humperdinck. Nel 1894 si spostò a Düsseldorf per studiarvi pittura e storia dell'arte. Dopo tre anni a Monaco e un breve periodo a Parigi, nel 1898 fece ritorno a Berlino per studiare contrappunto con Xaver Scharwenka, che fu il primo a parlargli di Mahler.
L'esecuzione della sua composizione per coro e orchestra Das trunkene Lied ("La canzone ubriaca", su testo di Nietzsche) ebbe un tale successo di pubblico che gli valse una nomina, nel 1904, a direttore del coro Sternschen Gesangverein di Berlino.
Il primo incontro di Fried con Gustav Mahler produsse in quest'ultimo un'impressione talmente positiva che gli chiese di dirigere la sua Sinfonia "Resurrezione" a Berlino nel novembre 1905. L'anno successivo Fried fece conoscere la musica di Mahler in Russia, quando diresse la stessa opera a San Pietroburgo. Nel 1913 diresse l'Orchestra filarmonica di Berlino nella seconda esecuzione della Nona sinfonia di Mahler.
Nel 1922 si recò in URSS, primo direttore d'orchestra straniero invitato ad esibirsi dalla Rivoluzione russa, e al suo arrivo alla stazione venne accolto da Lenin in persona. Nel 1924 incise la prima registrazione di una sinfonia di Mahler, la Seconda, alla direzione della Berlin Staatskapelle, in un'esecuzione che è stata definita «di grande successo», «un'impresa estremamente avventurosa per una registrazione acustica», che ha richiesto un'«accurata progettazione e sperimentazione».
Lo stesso anno Fried realizzò anche la prima registrazione integrale di una sinfonia di Bruckner, la Settima.
Costretto a lasciare la Germania a causa dell'antisemitismo del regime nazista, nel 1934 Fried si stabilì nella città georgiana di Tbilisi, in Unione Sovietica. Qui diresse il locale teatro dell'opera e quindi l'Orchestra sinfonica della Radio di Mosca, divenendo infine cittadino sovietico. Morì a Mosca nel 1941.